# 제인 쇼언브런
제인 쇼언브런(Jane Schoenbrun, 1987년 2월 5일 ~ )은 미국의 영화 감독, 영화 각본가, 영화 프로듀서이다.

## 작품 목록
- 우리는 모두 월드 페어로 간다 (2021)
- 빛나는 TV를 보았다 (2024)